# Курильчук Микола Михайлович
Микола Михайлович Курильчук (24.09.1926 р., с. Джерело Олевський район Житомирська область — 02.02.2004 р.) — прозаїк, драматург, письменник. Учасник Другої світової війни.

## Біографія
Микола Михайлович Курильчук народився 24 вересня 1926 р. На хуторі Перебуж, який знаходився поблизу села Джерело Олевського району. Дитинство проходило у трудовій сільській сім'ї і було характерним для дітей його покоління. Після початкової школи продовжував навчання у Майданській семирічній школі, яку закінчив у 1941 році. Після визволення Олевщини працював у колгоспі, а в грудні 1944 року був призваний до армії і прослужив у її рядах до 1951 року. Після демобілізації працював в Олевській районній газеті, секретарем райкому комсомолу, завідувачем районного відділу культури і одночасно навчання у Дубнівському культосвітньому технікумі, а потім вступив на факультет журналістики Київського державного університету ім. Т. Шевченка.
У 2004 році відійшов М.Курильчук в інші світи, але залишив нам літературну спадщину, яка й сьогодні на часі за своєю морально-етичною проблематикою, духовним багатством створених образів, чистотою людских відносин.

## Творчість
Шлях Миколи Курильчука в літературу розпочався наприкінці 50-х років минулого століття з появою газети «Радянська Житомирщина» оповідання «Оксана». З того часу ім'я М. Курильчука протягом багатьох років з'являлось в періодичній пресі як автора репортажів, памфлетів, гуморесок, фейлетонів та оповідань, а з початком 60-х років і як автора п'єс та романів. Різномаїттю жанрів літературних творів М.Курильчука завжди були властиві відчуття любові до рідної землі, отчого краю, українського роду і народу. Персонажі його творів — це в основному трудящий люд поліської глибинки, з якої вийшов і сам автор.
Творчий потенціал М. Курильчука повністю розкрився в період його роботи в обласній газеті. «Радянська Житомирщина» (нині «Житомирщина») на посаді завідуючого відділом культури та відповідальнимсекретарем цієї газети. З 1962 року одна за одною виходять окремими виданнями п'єси-одноактівки «Важке призначення» (1962), «Іду до вас, друзі» (1964), «Агрономи» (1965), збірка гуморесок «Неув'язочка» (1965), «Одноактні п'єси» (1967), «Гуморески» (1968), "Ніч перед безсмертям» (1967) та ін. У героїчній драмі «Ніч перед безсмертям» М.Курильчук розповів про боротьбу членів Малинського підпілля в роки Великої Вітчизняної війни, їх героїчні подвиги у двобої з німецько-фашистськими загарбниками і трагедію сім'ї Сосніних.
Перший епічний твір М.Курильчука — роман «Джерело» — вийшов у 1973 році і був прихильно зустрінутий читачами. За своєю тематикою він належить до книг, які художньо осмислюють людські випробування і трагедії, що випали на долю українців в роки воєнного лихоліття. Війна з її нелюдським обличчям чорним крилом зачепила рідне Полісся — батьківщину автора роману, пройшлась смерчем по долях його земляків: баби Христі, її невістки Оксани, внучки Надії та інших персонажів. Роман зітканий зі знаних письменником реальних подій того часу і художньо вимисленими життєвими колізіями, що й засвідчує про зростання майстерності автора, його крок до жанрів масштабніших ніж попередні твори.
Про досить складні події в житті українського села йдеться і в романі «Криниця» (1976). Його персонажів Петра Григоровича Сліпчука, Лялю — агрономку, Юрка Позняка та інших хвилюють проблеми села, долі його трудівників, морально-етична атмосфера, взаєморозуміння між сільськими керівниками і відповідальність за свої вчинки і дії. На широкому тлі — від 30-х до 70-х років XX століття — розгортаються події у цій поліській глибинці. Застосовуючи художній прийом ретроспекції, автор зумів передати непрості ситуації тогочасного села, не тільки романтику хліборобської праці, але й суворі будні хлібороба. До теми війни звернувся М.Курильчук і в документальній повісті «Десант капітана Творогова» (1979).В ній автор використав реальну подію: помилкове приземлення групи десантників капітана Творогова на Житомирщині. За цю помилку, учасники групи заплатили дорогою ціною, але залишились вірними військовій присязі.
На запитання читачів над чим замислюється М.Курильчук при написанні своїх книг, він відповідав, що «над життям. Над його плином і безмежжям…Наж сонцем і хмаринами…Думаю, і мені так хочеться, щоб життя квітувало, немов напровесні жита на моєму мрійливому Поліссі. Виструнчую в друкарські ряди свої слова і думки і щиро напучую: читайте, щоб не оселилися на обличчях людей смуток, а в серцях зло, хай виграє на них і в них барвами добра і розуму, радості і щирої усмішки веселка людского щастя».